# Cnaphalocrocis liliicola
Cnaphalocrocis liliicola là một loài bướm đêm trong họ Crambidae.